# Homidiana restincta
Homidiana restincta är en fjärilsart som beskrevs av Embrik Strand 1911. Homidiana restincta ingår i släktet Homidiana och familjen Sematuridae. Inga underarter finns listade i Catalogue of Life.